# W.I.T.C.H. (организация)
Женский интернациональный террористический заговор из Ада (W.I.T.C.H. от англ. Women’s International Terrorist Conspiracy from Hell) — феминистское движение, зародившееся во времена Второй волны феминизма в конце 1960-х годов в США. W.I.T.C.H. или Ведьмы (от англ. witch — «ведьма») образовались как отдельная ветвь феминистской группы Радикальные женщины Нью-Йорка (NYRW) в 1968 году. Создательницей движения считается Робин Морган, писательница, поэтесса, активистка радикального феминизма, которая вместе с другой фем-активисткой Сьюзэн Браунмиллер объясняли борьбу W.I.T.C.H через термин «партизанский театр» или шок-акции.
Другие, менее агрессивные, расшифровки W.I.T.C.H — это Женщины, вдохновлённые творить (её) историю (Women Inspired to Commit Herstory) и Женщины, заинтересованные в свержении потребительских праздников (Women Interested in Toppling Consumer Holidays), применялись активистками согласно проблеме, по поводу которой они выступали каждый конкретный раз. Хотя активизм Ведьм в большей мере согласовывается именно с первой и основной расшифровкой. Феминистки из W.I.T.C.H в своих шок-акциях практиковали смешение поэзии, колдовства и протестных активностей. Своей основной целью и главным врагом активистки видели капиталистическую систему.

## История
W.I.T.C.H. как представительницы движение социалистического феминизма были наиболее сконцентрированы на пересечении патриархата и капитализма как систем, ответственных за угнетение женщин. Соответственно, в представлении активисток социалистического феминизма, капитализм не менее вреден, поскольку способствует экономической зависимости женщин от мужчин. Таким образом, в своих практиках Ведьмы совмещали политический активизм, неоязычество и колдовство.
Так звучит манифест Ведьм:
«WITCH — это всё женское естество. Это театр, революция, волшебство, ужас, радость, цветки чеснока, заклинания. Это осознание того, что ведьмы и цыгане были первыми партизанами и борцами сопротивления против угнетения, в особенности, угнетения женщин, на протяжении веков. Ведьмы всегда были женщинами, которые осмеливались быть заводными, смелыми, агрессивными, умными, исследовательницами-нонконформистками, любопытными, независимыми, сексуально раскрепощёнными, революционными. Возможно, это объясняет, почему девять миллионов из них были сожжены. Ведьмы были первыми торговцами, первыми из тех, кто начал контролировать деторождение и выполнять аборты, первыми алхимиками (только представьте, превратить мусор в золото и обесценить всю идею денег!). Они не поклонялись ни одному мужчине, они были живыми реликвиями старейшей культуры, где мужчины и женщины были равноправными участниками кооперативного общества, ещё до смертоносного сексуального, экономического и духовного угнетения, до того, как Империалистское фаллоцентричное общество взяло верх и уничтожило природу и истинную человечность».
Первая масштабная акция радикальных феминисток из Нью-Йорка также связана с именем основательницы W.I.T.C.H. Робин Морган. За шесть недель до основания движения, Морган с соратницами организовали протест на конкурсе «Мисс Америка» в Атлантик-сити, Нью-Джерси. Позже Робин Морган вспоминала, что именно она и другие активистки, возвращаясь с судебного разбирательство по делу об акции протеста на конкурсе, пришли к выводу о необходимости использования некоторого «бытового» образа для манифестации борьбы женщин за свои права. По предложению ЛГБТ-активистки Марсии Патрик этим образом стала «ведьма»:
«Что же, если освобождение женщин станет нарицательным выражением, то начнётся охота на ведьм, и мы станем ведьмами».
По сути, это была попытка реклейминга, или реаппроприации, термина, долгое время носившего негативный характер. Ведьмы всегда ассоциировались со злом, грехом, отсутствием морали, а гонения на них в Средние века помогали патриархальной Церкви контролировать женщин. Профессор религиоведения Синтия Эллер объясняла выбор образа ведьмы так:
«…Выбирая этот символ, феминистки отождествляли себя с тем, кем женщин учили не быть: уродливыми, агрессивными, независимыми и злонамеренными».
Таким образом, ассоциацию со всем тем, что в обществе было неприемлемо для «хорошей женщины», необходимо было превратить в символ женской силы и независимости.
Первая полноценная акция-перформанс W.I.T.C.H. состоялась на Хэллоуин. В качестве цели для «порчи» активистки выбрали Уолл-Стритт как олицетворения капиталистического процветания. Поскольку активизм W.I.T.C.H. во многом состоял из театрализованных перформансов, участницы пришли на Фондовую Биржу, одетые в костюмы ведьм, с мётлами и волшебными палочками. Они предупредили прессу о начале акции в 9 утра, но некоторые пришли заранее с плакатами, листовками и суперклеем, чтобы обклеить дверь Биржи. По воспоминаниям одной из участниц, позже сотрудникам пришлось снимать эту дверь с петель. С собой Ведьмы принесли бумажную голову свиньи на золотом блюде, а затем окружили статую Джорджа Вашингтона и запели проклятия:
«Уолл-стрит, Уолл-стрит, самая мощная Стена на всей улице. Кошелёк или жизнь, корпоративная элита поднимайся против Уолл-Стрит!»
Эту акцию основательницы посчитали успешной, так как на следующий день индексы Фондовой Биржи упали на 5 %.
Театральный политический активизм и весёлый характер Ведьменских практик быстро сделали движение W.I.T.C.H. популярным за пределами Нью-Йорка. По эгидой W.I.T.C.H женщины в Бостоне проклинали бары, женщины из округа Колумбия пришли проклясть инаугурацию Президента США Ричарда Никсона, Чикагские Ведьмы прокляли транспортное управление города за повышение цен на проезд.
К началу 1970-х акции феминистского движения W.I.T.C.H. стали постепенно затухать. Тем не менее, практики колдовства и борьбы в защиту прав женщин от лица Ведьм время от времени применяются активистками в США до сих пор.

## Основные акции
- 1968 год. Акция на Уолл-стрит против капиталистического процветания и мужского превосходства. W.I.T.C.H., наряженные в Хэллоуинские костюмы, совершили обряд наведения порчи на Фондовую биржу, в результате чего её индексы упали на 5 %[8].
- 1969 год. В преддверии Дня Святого Валентина Ведьмы устроили акцию-протест на свадебной ярмарке в Мэдисон-Сквер-Гарден. В этот раз целью дискредитации выступал институт брака. Активистки выкрикивали лозунг «Противостоять создателям проституции» (по аналогии с лозунгом «Противостоять создателям войны»), критикуя классические обязанности женщины в браке: секс, бытовое обслуживание, воспитание детей. В конце протеста W.I.T.C.H. выпустили в толпу людей белых мышей[3].
- 1969 год. После скандального увольнения радикальной феминистки и профессора факультета социологии Чикагского Университета, восемь студенток, принадлежавших движению W.I.T.C.H., организовали акцию проклятия заведующего кафедрой социологии. По традиции, одетые в чёрные плащи и с выкрашенными белой краской лицами, они кричали ему: «Остерегайся проклятия, проклятия Ведьм»[8].
- 1969 год. Чикагские Ведьмы устроили акцию наведения порчи на Чикагское управление городского транспорта (CTA) из-за повышения цен на проезд. Активистки соорудили и принесли котёл, вокруг которого они устроили хоровод и пение проклятий: «Ведьмы по кругу идут искоренять причины нашего горя. Мы, ведьмы, теперь устраиваем заговор, чтобы сжечь CTA в огне свобод»[8].
- 2015 год. Три последовательницы W.I.T.C.H. в Чикаго решили возобновить акции движения для протеста против жилищного неравенства, а именно нехватки доступного жилья в Штате Иллинойс. Ведьмы провели ритуал на Логан-Сквер, суть которого заключалась в традиционном наведении порчи, а также применении защитного заклинания. Эта акция сопровождалась нанесением магических рисунков на асфальт[9].
- 2016 год. Последовательницы W.I.T.C.H. из Чикаго, Портленда и Бостона, перенявшие от создательниц антикапиталистические левые взгляды, а также практики колдовства и анонимность, гарантируемую театральными костюмами, выходили на протесты против Дональда Трампа, во время его выдвижения от Республиканской партии США. Они выкрикивали требования: «Мы призываем вас связать Дональда Дж. Трампа, чтобы он потерпел неудачу и не причинил вреда ни одной человеческой душе, ни одному дереву, животному, ручью, скале или морю»[4].
- 2020 год. Протесты BLM, мощная волна которых была спровоцированная убийством Джорджа Флойда, также привлекли внимание современных активисток W.I.T.C.H. Некоторые представительницы посещали протесты с плакатами в поддержку BLM. Наиболее сильную поддержку Ведьмы оказывали через социальные сети, в частности, через TikTok. Трудно сказать, являются ли ведьмы из TikTok наследницами движения W.I.T.C.H., или же это отдельно существующие направление. Тем не менее, хэштег #WitchesForBLM набрал более 17 млн просмотров, а пользовательницы, идентифицирующие себя с ведьмами в социальных сетях, также практикуют колдовство и политический активизм[10].

## Критика
С основной волной критики W.I.T.C.H. столкнулись ещё в самом начале своего активизма, а именно после неудачной, по мнению многих, акции на свадебной ярмарке в Мэдисон-Сквер-Гарден. Перформанс с выпускаем белых мышей в толпу невест, организованный W.I.T.C.H., был неверно истолкован как публикой, так и другими радикальными феминистками. Союзницы из смежных радикальных движений считали такой активизм пугающим и раскалывающим движение, они выступали за осознанные беседы и просветительские мероприятия, а не шок-акции.
Впоследствии Робин Морган признала, что эта акция, действительно, была скорее глупым решением, так как животные напугали невест, а лозунги про сравнение брака с проституцией будто бы перекладывали вину с института брака на самих женщин. Она высказались так: «Это на самом деле отвернуло женщин от нас. Суть акции была в том, чтобы попытаться сказать им, что мы здесь, чтобы поддержать вас — и разве вы не знаете, что это всё и есть коммерциализация? Если вы действительно влюблены, вам не нужны 16 видов чашек и тарелок».